# Matwiejewka (obwód kurgański)
Matwiejewka (ros. Матвеевка) – wieś (sieło) w Rosji, w obwodzie kurgańskim, w rejonie celinnym. W 2010 liczyła 622 mieszkańców.